# Vlkas
Vlkas (bis 1948 slowakisch „Valkáz“; ungarisch Valkház – bis 1907 Nagyvalkház) ist eine Gemeinde im Westen der Slowakei mit 303 Einwohnern (Stand 31. Dezember 2024), die zum Okres Nové Zámky, einem Kreis des Nitriansky kraj, gehört.

## Geographie

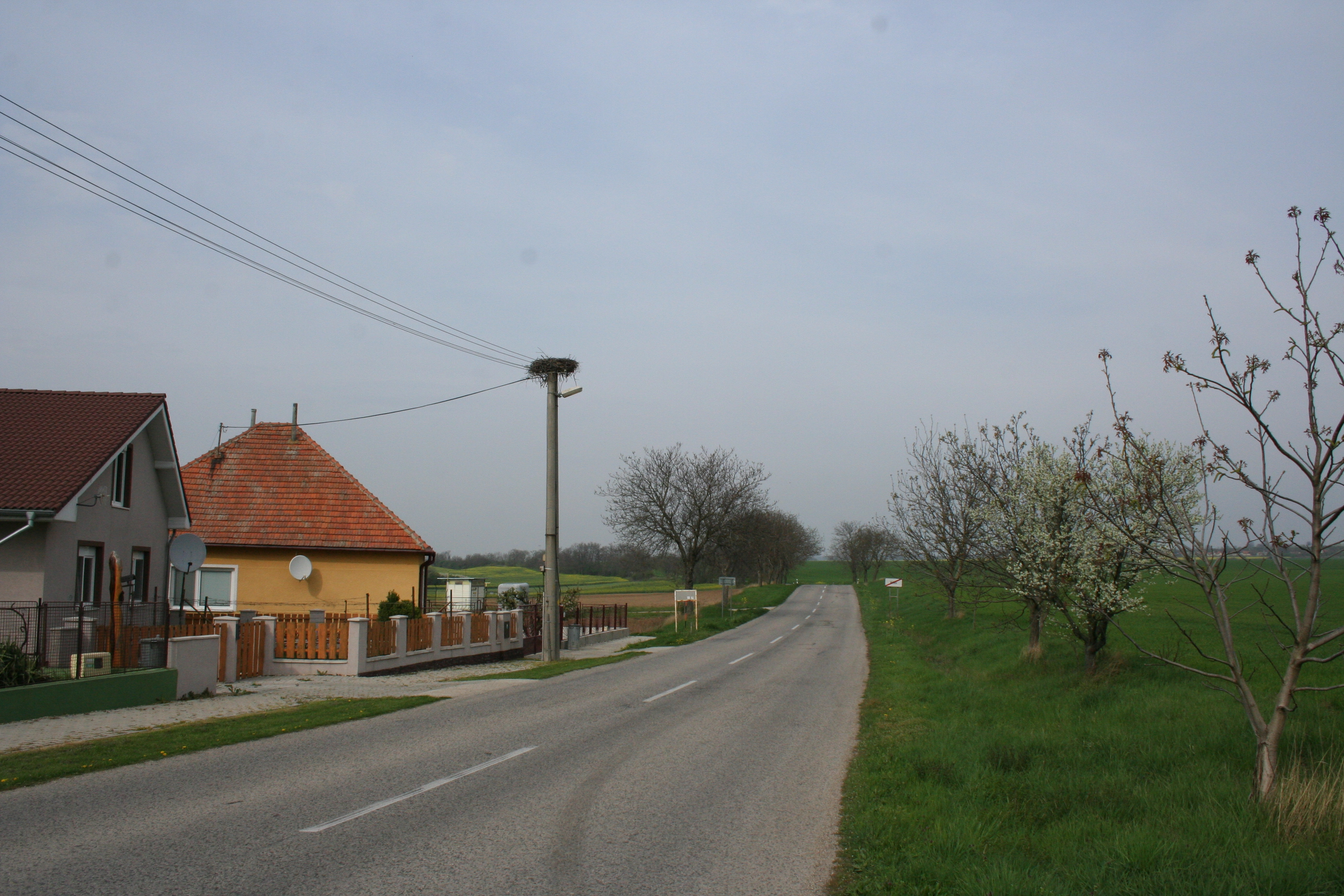
Vlkas

Die Gemeinde befindet sich am westlichen Rand des Hügellands Hronská pahorkatina innerhalb des slowakischen Donautieflands, am linken Ufer der Žitava. Das Ortszentrum liegt auf einer Höhe von 150 m n.m. und ist 24 Kilometer von Nové Zámky entfernt.
Nachbargemeinden sind Maňa (Ortsteile Malá Maňa und Veľká Maňa) im Westen und Norden, Trávnica im Osten und Hul im Süden.

## Geschichte

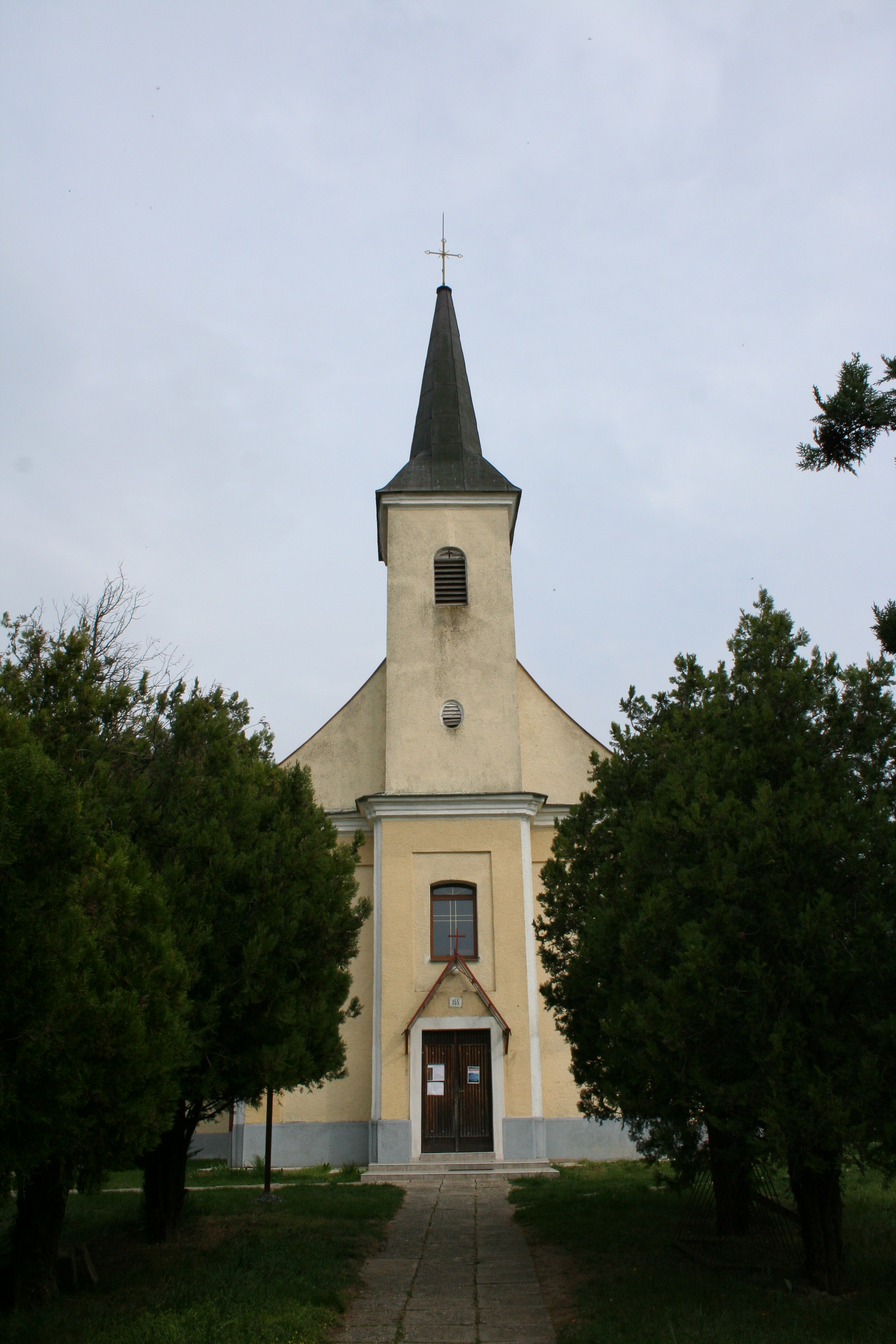
Römisch-katholische Kirche in Vlkas

Das Gemeindegebiet von Vlkas wurde in der Jungsteinzeit besiedelt. Archäologischen Untersuchungen zufolge gab es Siedlungen der Lengyel-Kultur, Linearbandkeramischen Kultur, weiter eine bronzezeitliche Siedlung der Maďarovce-Kultur, später eine aus der Latènezeit. Aus unserer Zeitrechnung stammt ein Beingrab aus der Zeit der Völkerwanderung, eine slawische Siedlung aus dem 9. Jahrhundert und ein aufgegebener mittelalterlicher Ort aus dem 11. und 12. Jahrhundert.
Vlkas wurde zum ersten Mal 1231 als Wolcaz schriftlich erwähnt und war Besitz des örtlichen Landadels. 1330 schenkte der ungarische König den Ort der Familie Kacsics, spätere Besitzer waren unter anderem die Familien Nyáry (1534), Barlangh und Balag. 1608 war das Dorf sowohl gegenüber den Türken als auch dem Kaiser tributpflichtig. 1534 gab es sechs Porta, 1601 standen 18 Häuser und ein Meierhof der Familie Thonhauser, 1720 wohnten 11 Steuerzahler hier, 1828 zählte man 64 Häuser und 430 Einwohner, die als Landwirte beschäftigt waren.
Bis 1918/1919 gehörte der im Komitat Bars liegende Ort zum Königreich Ungarn und kam danach zur Tschechoslowakei beziehungsweise heute Slowakei. In der ersten tschechoslowakischen Republik war Weberei weit verbreitet. Auf Grund des Ersten Wiener Schiedsspruchs lag er 1938–1945 noch einmal in Ungarn. Von 1976 bis 1990 war Vlkas Teil der Gemeinde Hul.

## Bevölkerung
| Jahr                | 1994 | 2004     | 2014    | 2024    |
| ------------------- | ---- | -------- | ------- | ------- |
| Anzahl der Personen | 380  | 307      | 334     | 303     |
| Unterschied         |      | −19,21 % | +8,79 % | −9,28 % |

| Jahr                | 2023 | 2024    |
| ------------------- | ---- | ------- |
| Anzahl der Personen | 316  | 303     |
| Unterschied         |      | −4,11 % |

Nach der Volkszählung 2011 wohnten in Vlkas 335 Einwohner, davon 326 Slowaken und drei Magyaren. Sechs Einwohner machten keine Angabe zur Ethnie.
338 Einwohner bekannten sich zur römisch-katholischen Kirche, acht Einwohner zur reformierten Kirche und drei Einwohner zur Evangelischen Kirche A. B. Fünf Einwohner waren konfessionslos und bei 14 Einwohnern wurde die Konfession nicht ermittelt.

## Bauwerke und Denkmäler
- römisch-katholische Kirche aus dem Jahr 1722, ursprünglich im Barockstil, heute im klassizistischen Stil gestaltet
- reformierte (calvinistische) Kirche aus dem Jahr 1910

## Söhne und Töchter der Gemeinde
- Štefan Sádovský (1928–1984), Politiker